# ジョエル・パヤンプス
ジョエル・エリアス・パヤンプス（Joel Elias Payamps, 1994年4月7日 - ）は、ドミニカ共和国サンティアゴ州サンティアゴ・デ・ロス・カバリェロス出身のプロ野球選手（投手）。右投右打。MLBのミルウォーキー・ブルワーズ傘下所属。

## 経歴

### プロ入りとロッキーズ傘下時代
2011年5月にアマチュア・フリーエージェントでコロラド・ロッキーズと契約してプロ入り。契約後、傘下のルーキー級ドミニカン・サマーリーグ・ロッキーズでプロデビュー。10試合に先発登板して1勝3敗、防御率3.29、38奪三振を記録した。
2012年はルーキー級ドミニカン・サマーリーグ・ロッキーズでプレーし、12試合に先発登板して1勝2敗、防御率3.02、38奪三振を記録した。
2013年はアメリカ本土へ渡ってからパイオニアリーグのルーキー級グランドジャンクション・ロッキーズでプレーし、15試合に先発登板して4勝7敗、防御率6.06、63奪三振を記録した。
2014年はA-級トリシティ・ダストデビルズでプレーし、7試合（先発6試合）に登板して0勝2敗、防御率6.10、22奪三振を記録した。
2015年5月6日に自由契約となった。この年の残りシーズンはどの球団にも所属しなかった。オフの11月には第1回WBSCプレミア12にドミニカ共和国代表に選出された。

### ダイヤモンドバックス時代
2015年11月30日にアリゾナ・ダイヤモンドバックスとマイナー契約を結んだ。
2016年は傘下のA級ケーンカウンティ・クーガーズとA+級バイセイリア・ローハイドでプレーし、2球団合計で28試合（先発19試合）に登板して10勝8敗、防御率3.81、128奪三振を記録した。
2017年はA+級バイセイリア、AA級ジャクソン・ジェネラルズ、AAA級リノ・エーシズでプレーし、3球団合計で27試合に先発登板して11勝7敗、防御率4.30、96奪三振を記録した。
2018年はAA級ジャクソンとAAA級リノでプレーし、2球団合計で31試合（先発15試合）に登板して9勝8敗、防御率3.87、122奪三振を記録した。オフの11月20日にはルール・ファイブ・ドラフトでの流出を防ぐために40人枠入りした。
2019年、マイナーではAA級ジャクソンとAAA級リノでプレーした。8月17日にメジャー初昇格を果たし、21日のロッキーズ戦でメジャーデビュー。この年はメジャーで2試合に登板して防御率4.50、3奪三振を記録した。
2020年も前年と同じく2試合の登板だった。オフの11月20日にDFAとなった。

### ブルージェイズ時代
2020年11月25日にウェイバー公示を経てボストン・レッドソックスへ移籍したが、2021年2月3日にDFAとなった。その後、2月10日にトロント・ブルージェイズ、22日に再びレッドソックス、3月6日に再びブルージェイズへといずれもウェイバー公示を経て目まぐるしく移籍を繰り返した。シーズンでは開幕から22試合に登板して防御率2.70と好投していたが、7月16日にDFAとなった。

### ロイヤルズ時代
2021年7月21日に金銭とのトレードで、カンザスシティ・ロイヤルズへ移籍した。この年、ロイヤルズでは15試合の登板ながら、メジャーでは初となる先発を務めた。
2022年8月18日にDFAになった。

### アスレチックス時代
2022年8月20日にウェイバー公示を経てオークランド・アスレチックスに移籍した。

### ブルワーズ時代
2022年12月12日にアスレチックス、アトランタ・ブレーブス、ミルウォーキー・ブルワーズによる3チーム間のトレードで、ウィリアム・コントレラス・ジャスティン・イェーガー(いずれも前ブレーブス所属)とともに、ブルワーズへ移籍した。
2023年は、シーズン開幕前の第5回WBCに補欠選手として選出されたが、登板機会は無かった。シーズンではキャリアハイとなる69試合の登板で7勝5敗3セーブ27ホールド、防御率2.55を記録した。なかでも登板数はこの年のメジャー全体で10番目に多い数字であった。
2024年は、チーム最多の21ホールドを記録し、シーズン終盤の「逃げ切りリレー」第1走者を務め、チームの地区優勝に貢献した。
2025年は前年と一転して、18.1イニングを投げ17失点・防御率8.35と振るわず、5月25日にアーロン・シバーレの復帰に伴ってDFAとなり、4日後にAAA級ナッシュビル・サウンズに降格した。

## 投球スタイル
フォーシームとスライダーを主体としており、フォーシームは平均93mph（約149.7km/h）、最速96mph（約154.5km/h）を計測する。

## 詳細情報

### 年度別投手成績
| 年 度    | 球 団    | 登 板 | 先 発 | 完 投 | 完 封 | 無 四 球 | 勝 利 | 敗 戦 | セ 丨 ブ | ホ 丨 ル ド | 勝 率 | 打 者 | 投 球 回 | 被 安 打 | 被 本 塁 打 | 与 四 球 | 敬 遠 | 与 死 球 | 奪 三 振 | 暴 投 | ボ 丨 ク | 失 点 | 自 責 点 | 防 御 率 | W H I P |
| -------- | -------- | ----- | ----- | ----- | ----- | -------- | ----- | ----- | -------- | ----------- | ----- | ----- | -------- | -------- | ----------- | -------- | ----- | -------- | -------- | ----- | -------- | ----- | -------- | -------- | ------- |
| 2019     | ARI      | 2     | 0     | 0     | 0     | 0        | 0     | 0     | 0        | 0           | ----  | 17    | 4.0      | 4        | 0           | 3        | 0     | 0        | 3        | 0     | 0        | 2     | 2        | 4.50     | 1.75    |
| 2020     | ARI      | 2     | 0     | 0     | 0     | 0        | 0     | 0     | 0        | 0           | ----  | 13    | 3.0      | 2        | 0           | 3        | 0     | 0        | 2        | 0     | 0        | 2     | 1        | 3.00     | 1.67    |
| 2021     | TOR      | 22    | 0     | 0     | 0     | 0        | 0     | 2     | 0        | 0           | .000  | 119   | 30.0     | 21       | 3           | 11       | 2     | 1        | 22       | 0     | 0        | 10    | 9        | 2.70     | 1.07    |
| 2021     | KC       | 15    | 1     | 0     | 0     | 0        | 1     | 1     | 0        | 0           | .500  | 86    | 20.1     | 23       | 3           | 3        | 0     | 0        | 16       | 1     | 0        | 12    | 10       | 4.43     | 1.28    |
| '21計    | KC       | 37    | 1     | 0     | 0     | 0        | 1     | 3     | 0        | 0           | .250  | 205   | 50.1     | 44       | 6           | 14       | 2     | 1        | 38       | 1     | 0        | 22    | 19       | 3.40     | 1.15    |
| 2022     | KC       | 29    | 0     | 0     | 0     | 0        | 2     | 3     | 0        | 0           | .400  | 188   | 42.2     | 46       | 5           | 16       | 2     | 2        | 33       | 2     | 0        | 19    | 15       | 3.16     | 1.45    |
| 2022     | OAK      | 12    | 0     | 0     | 0     | 0        | 1     | 3     | 0        | 3           | .250  | 53    | 13.0     | 14       | 2           | 0        | 0     | 0        | 8        | 1     | 0        | 5     | 5        | 3.46     | 1.08    |
| '22計    | OAK      | 41    | 0     | 0     | 0     | 0        | 3     | 6     | 0        | 3           | .333  | 241   | 55.2     | 60       | 7           | 16       | 2     | 2        | 41       | 3     | 0        | 24    | 20       | 3.23     | 1.37    |
| 2023     | MIL      | 69    | 0     | 0     | 0     | 0        | 7     | 5     | 3        | 27          | .583  | 287   | 70.2     | 57       | 8           | 17       | 1     | 5        | 77       | 2     | 2        | 24    | 20       | 2.55     | 1.05    |
| 2024     | MIL      | 68    | 0     | 0     | 0     | 0        | 3     | 7     | 6        | 21          | .300  | 235   | 59.0     | 39       | 7           | 18       | 4     | 2        | 59       | 0     | 0        | 23    | 20       | 3.05     | 0.97    |
| MLB：6年 | MLB：6年 | 219   | 1     | 0     | 0     | 0        | 14    | 21    | 9        | 51          | .400  | 998   | 242.2    | 206      | 28          | 71       | 9     | 10       | 220      | 6     | 2        | 97    | 82       | 3.04     | 1.14    |

- 2024年度シーズン終了時

### ポストシーズン投手成績
| 年 度     | 球 団     | シ リ ｜ ズ | 登 板 | 先 発 | 勝 利 | 敗 戦 | セ ｜ ブ | 打 者 | 投 球 回 | 被 安 打 | 被 本 塁 打 | 与 四 球 | 敬 遠 | 与 死 球 | 奪 三 振 | 暴 投 | ボ ｜ ク | 失 点 | 自 責 点 | 防 御 率 |
| --------- | --------- | ----------- | ----- | ----- | ----- | ----- | -------- | ----- | -------- | -------- | ----------- | -------- | ----- | -------- | -------- | ----- | -------- | ----- | -------- | -------- |
| 2023      | MIL       | NLWC        | 1     | 0     | 0     | 0     | 0        | 6     | 1.2      | 1        | 0           | 1        | 0     | 0        | 2        | 0     | 0        | 0     | 0        | 0.00     |
| 2024      | MIL       | NLWC        | 2     | 0     | 0     | 1     | 0        | 11    | 1.2      | 3        | 0           | 3        | 1     | 0        | 1        | 0     | 0        | 3     | 3        | 16.20    |
| 出場：2回 | 出場：2回 | 出場：2回   | 3     | 0     | 0     | 1     | 0        | 17    | 3.1      | 4        | 0           | 4        | 1     | 0        | 3        | 0     | 0        | 3     | 3        | 8.10     |

- 2024年度シーズン終了時

### 年度別守備成績
| 年 度 | 球 団 | 投手（P） | 投手（P） | 投手（P） | 投手（P） | 投手（P） | 投手（P） |
| 年 度 | 球 団 | 試 合     | 刺 殺     | 補 殺     | 失 策     | 併 殺     | 守 備 率  |
| ----- | ----- | --------- | --------- | --------- | --------- | --------- | --------- |
| 2019  | ARI   | 2         | 0         | 0         | 0         | 0         | ----      |
| 2020  | ARI   | 2         | 0         | 0         | 0         | 0         | ----      |
| 2021  | TOR   | 22        | 0         | 1         | 0         | 0         | 1.000     |
| 2021  | KC    | 15        | 0         | 4         | 0         | 0         | 1.000     |
| '21計 | KC    | 37        | 0         | 5         | 0         | 0         | 1.000     |
| 2022  | KC    | 29        | 5         | 5         | 1         | 0         | .909      |
| 2022  | OAK   | 12        | 1         | 2         | 0         | 0         | 1.000     |
| '22計 | OAK   | 41        | 6         | 7         | 1         | 0         | .929      |
| 2023  | MIL   | 69        | 2         | 7         | 0         | 0         | 1.000     |
| 2024  | MIL   | 68        | 1         | 3         | 2         | 0         | .667      |
| MLB   | MLB   | 219       | 9         | 22        | 3         | 0         | .912      |

- 2024年度シーズン終了時

### 背番号
- 36（2019年）
- 35（2020年）
- 54（2021年 - 同年7月15日）
- 38（2021年8月19日 - 2022年）
- 30（2022年8月20日 - 同年終了）
- 31（2023年 - 2025年途中）

### 代表歴
- 2015 WBSCプレミア12 ドミニカ共和国代表
- 2023 ワールド・ベースボール・クラシック ドミニカ共和国代表